# Zwartrugvorkstaart
De zwartrugvorkstaart (Enicurus immaculatus) is een zangvogel uit de familie van de vliegenvangers die voorkomt van het Himalayagebied tot in Noordwest-Thailand. Net als de andere soorten uit het geslacht van de vorkstaarten is het een vogel die voorkomt langs beekjes in regenwoud.

## Kenmerken
De zwartrugvorkstaart is 23 cm lang (inclusief staart). De staart is diep gevorkt, zwart gekleurd en met drie horizontale witte strepen. De vogel lijkt sterk op de grijsrugvorkstaart (E. schistaceus) maar verschilt daarvan door de duidelijk zwarte (maar soms ook naar metaalblauw of donker leigrijs neigende) kruin, nek en rug.

## Verspreiding en leefgebied
De zwartrugvorkstaart komt voor in het Himalayagebied van India, Bangladesh, Nepal, Bhutan en verder in Myanmar en Thailand. Het is een vogel van beekjes en watertjes met rotsen in laagland en heuvelland tot op 750 m boven de zeespiegel.

## Status
De zwartrugvorkstaart heeft een groot verspreidingsgebied en daardoor alleen al is de kans op uitsterven uiterst gering. De grootte van de populatie is niet gekwantificeerd. Er is geen aanleiding te veronderstellen dat de soort in aantal achteruit gaat. Om deze redenen staat deze vorkstaart als niet bedreigd op de Rode Lijst van de IUCN.